# 宍喰站
宍喰站（日语：／ Shishikui eki */?）是位於日本德島縣海部郡海陽町，隸屬於阿佐海岸鐵道的鐵路車站。本站為德島縣最南端的車站，也是阿佐海岸鐵道唯一的直營站，有站員駐守於站房內。而本站也是公司總站及車庫所在地。

## 車站構造

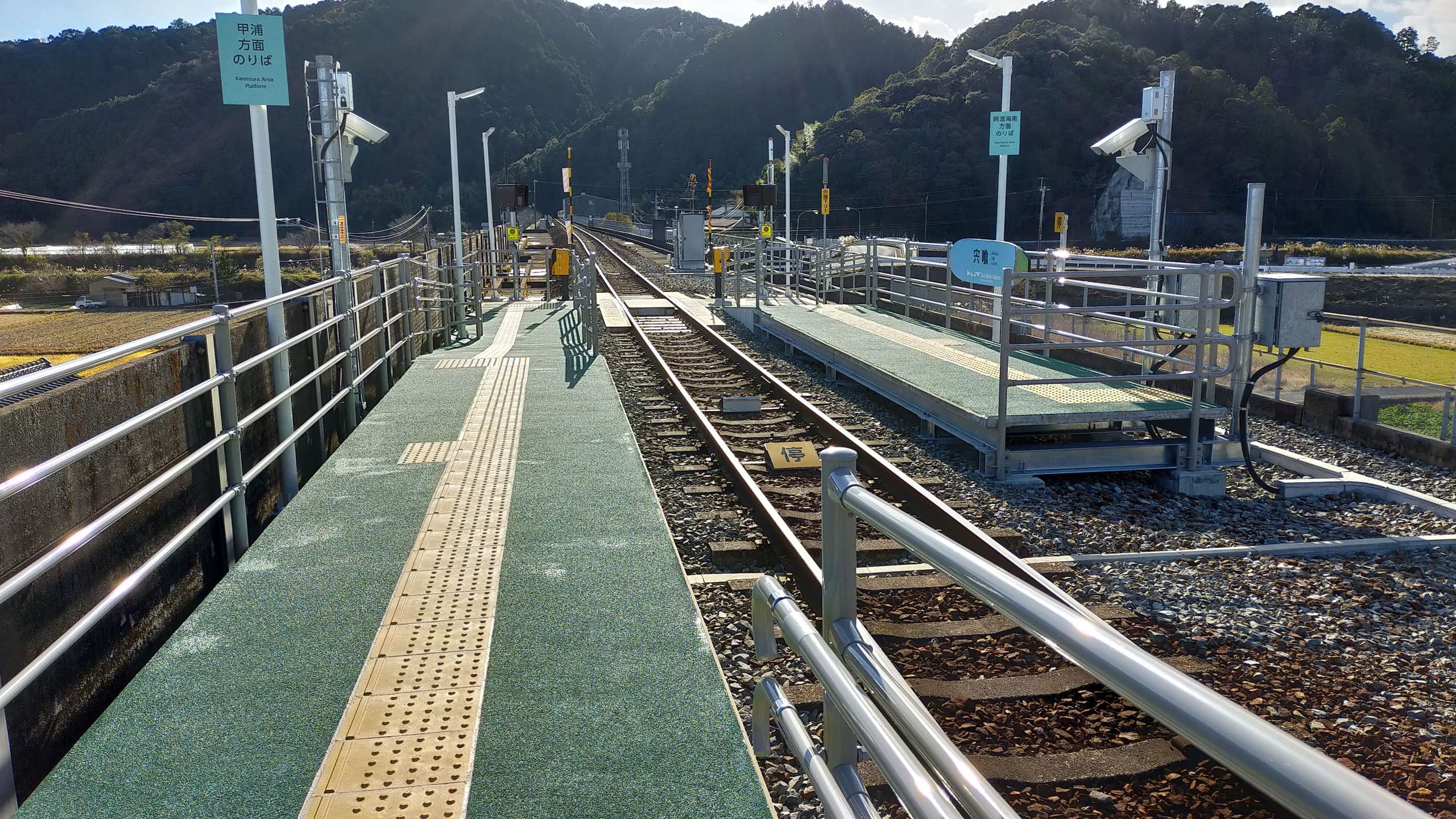
DMV專用月台（2021年12月）

本站的站房為建於地面的單層混凝土建築物，並設有站務室、候車室、自動售票機、出入站閘口、升降機及旅遊中心。沿樓梯或升降機可上至候車月台。

## 月台配置
本站的月台與海部站的情況相同。為對應DMV的高度，原來的列車月台被棄用，並在舊月台南端末端另建兩個非對稱、附無障礙斜道的側式月台，同時加設平交道以連接兩個候車月台。而新月台也不使用編號，而是一律以「往○○方向月台」（○○行のりば）標示。
| 月台         | 路線      | 方向 | 目的地       |
| ------------ | --------- | ---- | ------------ |
| （上行月台） | ■阿佐東線 | 上行 | 阿波海南方向 |
| （下行月台） | ■阿佐東線 | 下行 | 甲浦方向     |

### 鐵道年代

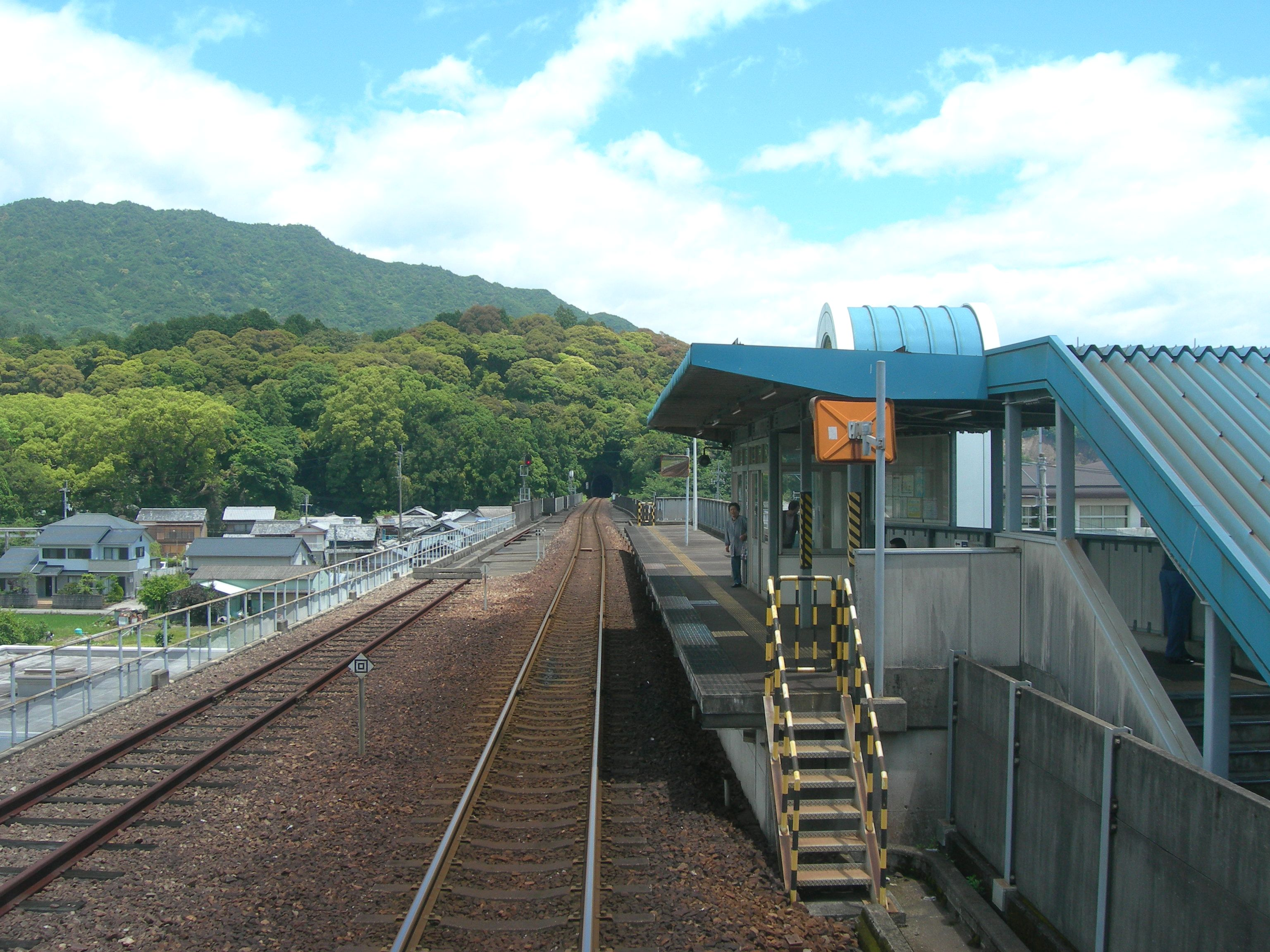
月台，面向海部站方向，可見左邊避線中間被截斷。

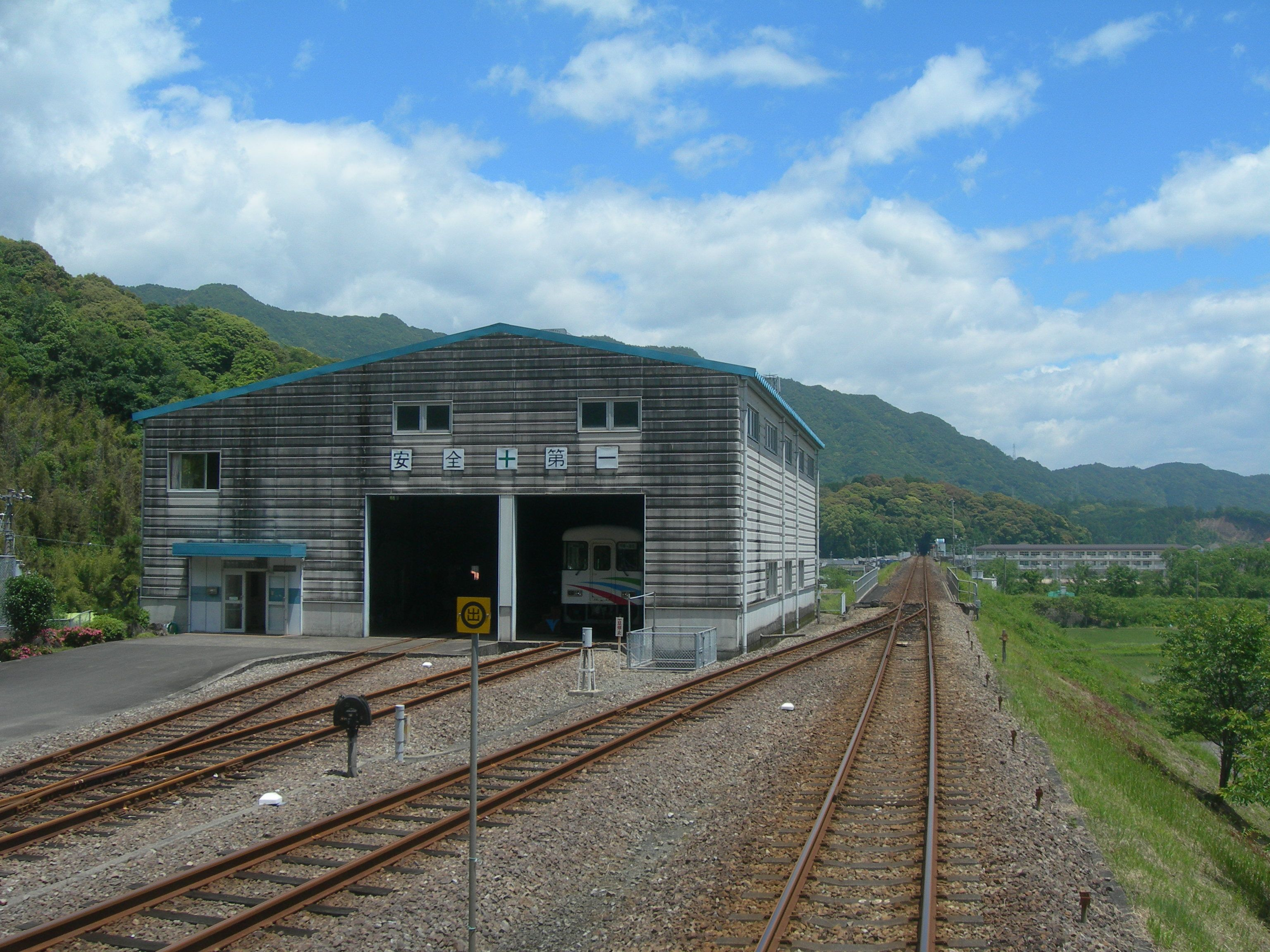
只容納兩部列車的車庫，列車由主線駛入車庫，要經過如新改站或坪尻站的折返式路軌。

只設有1面1線的月台配置，為側式月台，有效長度為2卡。月台上亦設有候車室，並於升降機大堂連接，位處於月台末端向甲浦站方向，樓梯口亦設於旁邊。
主路軌旁邊曾設一條側線路軌，以預留作出入車庫時避線之用，側線往海部站方向並沒有連接，而朝甲浦站方向則設置了轉轍器，不過因整體業務過於清閒及節省成本的因由，最終向甲浦方向的轉轍器亦被撤去。出入車庫的路軌改為直接跟主路軌駁上。DMV化工程時，整段避線路軌皆被拆除，部份路基被改為興建上行DMV月台。
開線初期，部份JR特急列車「劍山」、「室戶」曾直通至本站，但反反覆覆停止又復辦，2011年時刻表改點後，又再一次取消。導致只提供普通列車服務。2019年3月，最後兩班能能直通至JR牟岐站的列車亦宣告取消，使所有班次均只在阿佐東線內行駛。
| 路線      | 方向     | 目的地   |
| --------- | -------- | -------- |
| ■阿佐東線 | （下行） | 甲浦方向 |
| ■阿佐東線 | （上行） | 海部方向 |

## 歷史
- 1992年3月26日：開業。
- 2010年12月7日：從宍喰漁港中捕獲的一對雄雌日本龍蝦被委任為「站長」。同年8月起亦已委任一尾青鱂為站長。[3]
- 2021年12月25日：隨DMV投入服務，路段重開及新月台啟用。

## 利用狀況
| 1日上落人數推斷 | 1日上落人數推斷 |
| 年度            | 1日平均人數     |
| --------------- | --------------- |
| 2011年          | 39              |
| 2012年          | 38              |
| 2013年          | 38              |
| 2014年          | 36              |
| 2015年          | 38              |
| 2016年          | 31              |
| 2017年          | 31              |
| 2018年          | 26              |
| 2019年          | 21              |
| 2020年          | 16              |
| 2021年          | 9               |
| 2022年          | 24              |

## 其他
自2011年11月起，JR四國及阿佐海岸鐵道正試驗利用鐵道/路面兩用電動車行駛牟岐站至宍喰站路段，其中阿佐海岸鐵道會利用回車庫時的側軌及旁邊的路面作為電動車交換路面及調頭之用。
本站與DMV日常班次的終站「道之驛宍喰溫泉」只有約750米的直線距離，步行距離亦少於1公里，需時約為10分鐘，但如果乘坐DMV，因須繞經甲浦站，官方行車時間為17分鐘，車費為400日圓。

## 相鄰車站
阿佐海岸鐵道
■阿佐東線
海部－宍喰－甲浦信號場

## 外部連結
- 阿波海岸鐵道宍喰站（页面存档备份，存于）